# Галатия (римская провинция)
Гала́тия (лат. Galatia) — провинция Римской империи, располагавшаяся на территории Малой Азии (современная Турция).
После завоевании Малой Азии Римом в течение двух веков границы провинции неоднократно менялись. Само название Галатия являлось географическим понятием. При Антонине Пие приняла свои границы, которые не менялись до реформы Диоклетиана.
В 167 году до н. э., по сообщению Полибия, местный союз племён выразил желание сохранить автономию, галаты делились на три племени. На западе находилось племя толистобогиев. К северо-востоку от них находились тектосаги. Трокмы селились за рекой Галис. Климат с холодными зимами и недостаток воды сильно ограничивали сельское хозяйство. Крупных городов не существовало. Галатская шерсть, вместе с милетской не имевшая равных, перерабатывалась в мастерских Фригии.
На территории Галатии Апостол Павел проповедовал во время своих второго и третьего миссионерских путешествий.